# 羅斯角
62°20′55″S 59°7′20″W / 62.34861°S 59.12222°W

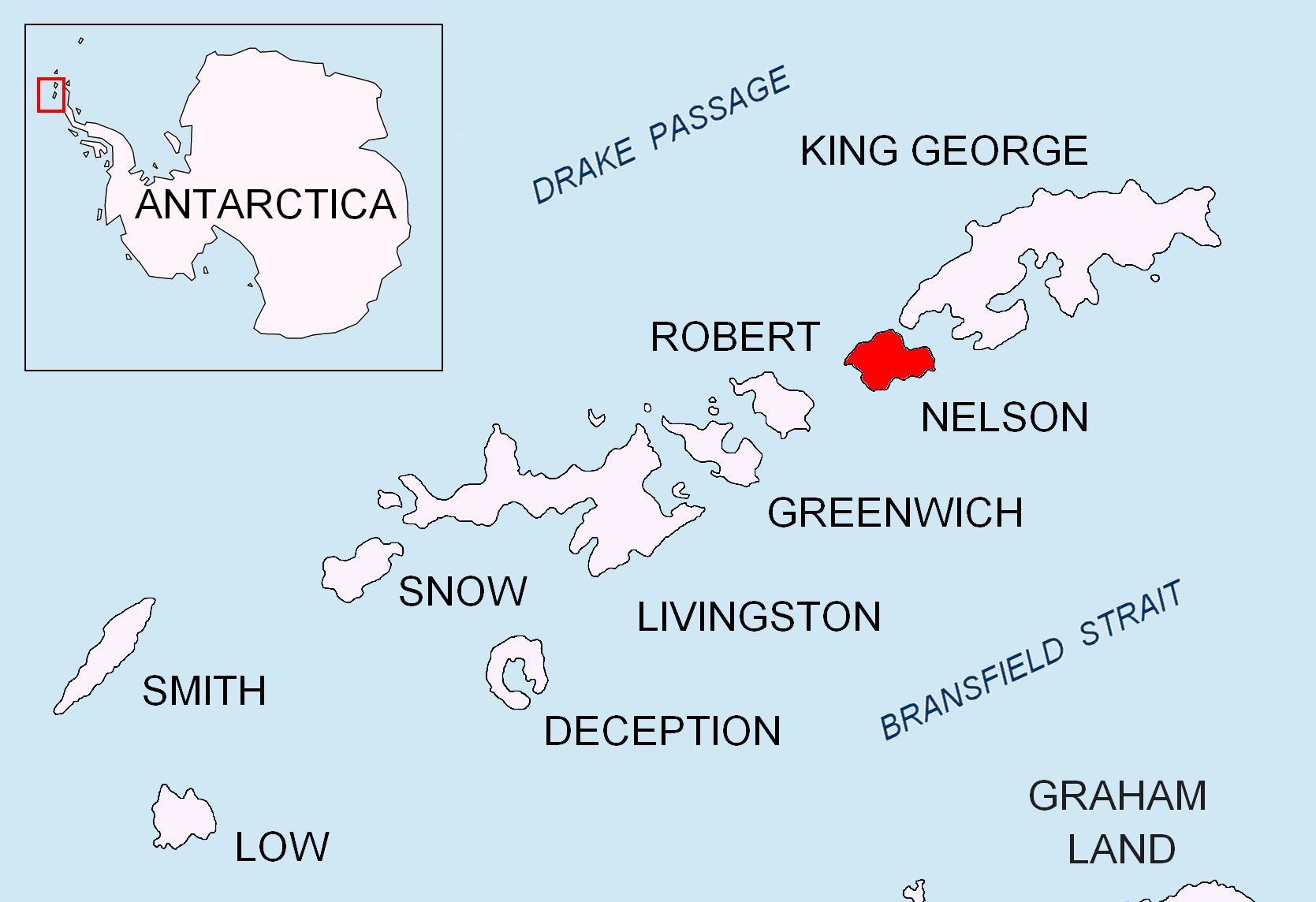

羅斯角是南極洲的海岬，位於南設得蘭群島中納爾遜島西南部，處於哈曼尼角東南面7.85公里，英國探險隊在1935年把該海岬繪入地圖。

## 外部連結
- SCAR Composite Antarctic Gazetteer （页面存档备份，存于）.